# Aşağıdemirbük
Aşağıdemirbük ist ein Dorf (Köy) im Landkreis Çemişgezek der türkischen Provinz Tunceli. Im Jahre 2011 lebten in Aşağıdemirbük 26 Menschen.